# Leif Yttergren
Leif Yttergren (* 24. Juli 1956 in Stockholm) ist ein ehemaliger schwedischer Basketballspieler. 
Er nahm für Schweden an den Olympischen Sommerspielen 1980 teil, stand 124 mal in der schwedischen Nationalmannschaft und war viermal schwedischer Meister. Nach seiner sportlichen Laufbahn beendete er sein Studium mit einer Doktorarbeit in Geschichte an der Universität Stockholm, wurde Dozent für Sportgeschichte an der Gymnastik- och idrottshögskolan und ist ein Fellow des European Committee for Sports History.